# 克里斯蒂安·內爾高
克里斯蒂安·泰斯·內爾高（丹麥語：Christian Thers Nørgaard，發音：[ˈkʰʁɛs.tjæn ˈnɶɐ̯ˌkɒˀ]；1994年3月10日—）是一位丹麥足球運動員。在場上的位置是中場。現效力於英超球隊阿森纳。他也代表丹麥各級國青隊參賽。

## 榮譽
邦比
- 丹麥盃冠軍：2017–18

賓福特
- 英冠附加賽冠軍 : 2021[2]

## 外部連結
- 足球数据库：克里斯蒂安·內爾高的球员统计数据
- Soccerway資料庫：克里斯蒂安·內爾高
- Christian Nørgaard （页面存档备份，存于） at dbu.dk
- 克里斯蒂安·內爾高－UEFA國際賽競賽紀錄
- Christian Nørgaard （页面存档备份，存于） at brentfordfc.com